# Bernard Coard
Winston Bernard Coard (Victoria, Granada; 10 de agosto de 1944) es un político granadino que fue vice primer ministro en el Gobierno Popular Revolucionario del Movimiento New Jewel. Coard promovió un golpe en el gobierno revolucionario y asumió el poder en Granada durante tres días hasta que fue depuesto por el General Hudson.

## Biografía
Coard, hijo de Frederick McDermott Coard (1893–1978) y Flora Fleming (1907-2004), nació en Victoria, Granada. Estudiaba secundaria en la Grenada Boys'Secondary School cuándo conoció a Maurice Bishop, quién asistía a la Universidad Presentación de Granada. Coard y Bishop compartían interés por la política izquierdista desde temprana edad. Se hicieron amigos y en 1962 fundaron juntos la Grenada Assembly of Youth After Truth (Asamblea de Jóvenes de Granada por la Verdad). Dos veces al mes ambos dirigían debates políticos en el Mercado Central de Saint George.
Estudió sociología y economía en Estados Unidos, en la Universidad Brandeis y se unió a los Partidos Comunistas de EE. UU. En 1967 viajó a Inglaterra para estudiar economía política en la Universidad de Sussex. Mientras estuvo en Inglaterra Coard se unió el Partido Comunista de Gran Bretaña.

### Profesor en Londres
Trabajó durante dos años como profesor en Londres y recorrió varias organizaciones de jóvenes del Sur de Londres. En 1971 publicó un panfleto How the West Indian Child Is Made Educationally Subnormal in the British School System: The Scandal of the Black Child in Schools in Britain. En el panfleto explicó cómo las escuelas británicas tuvieron un sesgo dominante tratando a los niños blancos como normales, mientras se etiquetaba a los niños negros como "educacionalmente subnormales" (aprendizaje-discapacitado). Coard Escribió:
"Los [negros] niños son convertidos por tanto en neuróticos sobre su carrera y su cultura. Algunos problemas de comportamiento son el resultado de ello. Se vuelven resentidos y amargados al saber que su lengua es de segunda categoría, y su historia y cultura es inexistente; Que apenas existen en absoluto, excepto por la gracia de los blancos."
La tesis de Coard fue ampliamente citada, incluso mucho después de su carrera revolucionaria, como un resumen del papel del racismo institucional en la relación entre raza e inteligencia. En 2005 se volvió a publicar como el artículo central en la colección Tell it Like it is: How Our Schools Fail Black Children. El folleto de Coard fue considerado todavía relevante para el sistema de educación del Reino Unido en 2016 por expertos que afirmaron que el fracaso de los niños británicos negros en las escuelas del Reino Unido persistió, aunque disfrazado por el sistema educativo integral de trasladar a la mayoría de los niños negros a temprana edad a grupos inferiores sobre la base de evaluaciones poco fiables, lo que resulta en una mayor proporción de niños negros que entran a sentarse en el nivel inferior de exámenes GCSE en los que se limitan a alcanzar un grado máximo "C" en temas importantes como matemáticas y ciencias.
Después de completar su doctorado en Sussex, Coard viajó a Trinidad, donde trabajó como lector visitante en el Instituto de Relaciones Internacionales de la Universidad de las Indias Occidentales en San Agustín, Trinidad y Tobago de 1972 a 1974. También fue lector de 1974 a 1976 en la Mona, Jamaica, el campus de la Universidad de las Indias Orientales. Durante su estancia en Jamaica,  se unió a la Liga Comunista de Liberación y ayudó a escribir el manifiesto de la Liga.

### Revolución
En 1976 Coard regresó a Granada y pronto se convirtió en una activo político. Poco después de su regreso se unió al Movimiento New Jewel (NJM), la organización de izquierdas de su amigo de la infancia. Él debía postularse para el escaño de St. George en las elecciones. 
El NJM organizó un golpe de Estado incruento contra el gobierno de Granada, dirigido por Eric Gairy, el 13 de marzo de 1979. La estación radiofónica, el cuartel militar y las estaciones policiales fueron objetivos. En poco tiempo tuvieron control de la isla entera. El NJM entonces anunció la suspensión de la constitución y un gobierno del NJM que crearía nuevas leyes. 
Influido por marxistas como Daniel Ortega y Fidel Castro, el NJM de Bishop estableció el control del partido sobre todos los aspectos de la vida en Granada y prohibió el resto de partidos. Con ayuda de la Unión Soviética y Cuba el NJM construyó el Aeropuerto Internacional Punto Salinas, un aeropuerto internacional con una pasarela de 10.000-pies (3,000 m) en St. George es.[cita requerida] En 1980, Coard lideró una delegación en Moscú para formalizar relaciones con la Unión Soviética.

### Golpe contra Bishop
Bernard Coard era Ministro de Finanzas, Comercio e Industria del gobierno revolucionario y vice primer ministro con Bishop. Se desarrolló una disputa en las filas del partido. Una facción mayoritaria del Comité Central del partido, bajo el liderazgo de Coard, exigió que el Bishop renunciara o entablara un acuerdo de poder compartido con Coard en el que ambos hombres compartirían el control del gobierno. Bishop y su facción se negaron.[cita requerida]
Coard ordenó colocar a Bishop bajo arresto domiciliario el 19 de octubre de 1983 y tomó control del gobierno.  Cuando se produjo el arresto se produjeron grandes manifestaciones en diferentes lugares del país. Una manifestación en la capital logró la liberación de Bishop de su casa. Bishop y otras siete personas, incluidas varios ministros de su gobierno fueron capturados y ejecutados por el ejército.
Tras la muerte de Bishop el General Austin Hudson se situó a la cabeza del "Consejo Militar Revolucionario" y su autoproclamó jefe de gobierno. Anunció un cuarto día de toque de queda en el que cualquier persona que saliera de casa sería ejecutada.  El Gobernador General Paul Scoon fue detenido.[cita requerida]
Los Estados Unidos lanzaron el 25 de octubre la Operación Furia y el gobierno militar de Austin Hudson fue depuesto y se recuperó posteriormente un gobierno constitucional.
Cuando los marines llegaron a Granada, Coard, su mujer Phyllis, Selwyn Strachan, John Ventour, Liam James, y Keith Roberts fueron arrestados.

### Juicio y prisión
En agosto de 1986 fueron juzgados bajo la acusación de ordenar el asesinato de Maurice Bishop y otras siete personas. Bernard Coard fue sentenciado a muerte, pero fue conmutada por cadena perpetua en 1991.[cita requerida] Cumplió su sentencia en la cárcel de Richmond, donde se dedicó a la enseñanza y la instrucción de los compañeros reclusos en muchos temas, incluyendo la economía y la sociología. Su esposa Phyllis Coard también fue sentenciada a cadena perpetua.  
En septiembre de 2004, la prisión en la que estaba confinado sufrió daños con el Huracán Iván y muchos presos tuvieron la oportunidad de huir, sin embargo Coard dijo que eligió no huir para limpiar su nombre.

### Liberación
El 7 de febrero de 2007 el Consejo Privado de Londres emitió una nueva sentencia contra Coard y el resto de condenados por el asesinato en 1983 de Bishop y algunos de sus colegas del gabinete. La audiencia empezó el 18 de junio. El 27 de junio, el juez emitió contra Coard y sus compañeros también acusados una sentencia de 30 años, que incluía el tiempo ya pasado en prisión. El 5 de septiembre de 2009, Coard fue puesto en libertad. Tras su liberación aseguró que no quería implicarse otra vez en política.
Bernard Coard tiene tres hijos: Sola Coard (1971), Abiola Coard (1972), y Neto Coard (1979).